# Andes dryas
Andes dryas är en insektsart som beskrevs av Rauno E. Linnavuori 1973. Andes dryas ingår i släktet Andes och familjen kilstritar. Inga underarter finns listade i Catalogue of Life.